# 아사히나촌 (시즈오카현 시다군)
아사히나촌(朝比奈村)은 시즈오카현의 시다군에 있던 촌이다.
현재 후지에다시 오카베초 하사마, 오카베초 덴, 오카베초 노다자와, 오카베초 신후네, 오카베초 미야지마, 오카베초 타마토리, 오카베초 아오바네에 해당한다.

## 역사
- 1889년 10월 1일 - 정촌제 시행에 의해 시다군 아사이촌(朝夷村)이 성립하였다.
- 1891年 6월 11일 - 아사이촌이 아사히나촌(朝比奈村)으로 개칭하였다.
- 1955년 3월 31일 - 오카베정과 합병해, 새로운 오카베정이 성립하여, 동일 아사히나촌은 폐지되었다.

## 교육
- 아사히나 제1초등학교
- 아사히나 중학교(1980년 폐교)